# Isefjord
Isefjord est un bras de mer situé au nord de l'île de Seeland au Danemark. 
L'Isefjord a une longueur de 35 km sur une profondeur de 5 à 7 mètres.